# Mondial Australian Women's Hardcourts 2006
Il Mondial Australian Women's Hardcourts 2006 è stato un torneo di tennis giocato sul cemento. È stata la 10ª edizione del Mondial Australian Women's Hardcourts, che fa parte della categoria Tier III nell'ambito del WTA Tour 2006. Si è giocato sulla Gold Coast dell'Australia, dal 2 all'8 gennaio 2006.

## Campionesse

### Singolare
Lucie Šafářová ha battuto in finale  Flavia Pennetta con il punteggio di 6–3, 6–4

### Doppio
Dinara Safina /  Meghann Shaughnessy hanno battuto in finale  Cara Black /  Rennae Stubbs con il punteggio di 6–2, 6–3